# Concilie van Jeruzalem
Het Concilie van Jeruzalem (ook wel apostelconvent of apostelconcilie genoemd) was een concilie in Jeruzalem (tussen 44 en 49) waarbij de apostelen uit de oergemeente samenkwamen met Paulus van Tarsus en zijn begeleiders. Op dit concilie werd de voor het oerchristendom cruciale beslissing genomen inzake de christelijke zending naar de heidenen (dat wil zeggen: niet-Joden). Er werd als bindend erkend dat heidenen zich niet eerst hoefden te besnijden om christen te worden. Handelingen 15:11 citeert de apostel Petrus: “we geloven dat we alleen door de genade van de Heer Jezus gered kunnen worden, op dezelfde wijze als zij.” Hiermee werden de Joden en heidenen bedoeld. In de Galaten 2:9 schrijft Paulus zelf over de in Jeruzalem gemaakte afspraken: “Toen ze dus de genade onderkenden die mij geschonken was, ... reikten Jakobus, Kefas en Johannes, die als steunpilaren golden, mij en Barnabas de broederhand: wij zouden naar de heidenen gaan, zij naar de besnedenen.”

## Datering
Volgens Galaten 2:1 bezocht Paulus Jeruzalem “na 14 jaar” voor de tweede keer, ditmaal voor het concilie. Het is niet duidelijk of hij doelt op de periode voor zijn bekering (32 of 33) of zijn eerste bezoek aan Jeruzalem (35 of 36). Als we het eerste jaar meetellen, zou het concilie in het eerste geval dus hebben plaatsgevonden in 45 of 46, in het tweede geval in 48 of 49.
Handelingen verstrekt informatie die tot dezelfde periode leidt: uit Handelingen 12:23 blijkt dat het concilie plaatsvond rond de dood van Herodes Agrippa, volgens Flavius Josephus in het jaar 44. Hierna vertrok Paulus voor zijn tweede zendingsreis naar Griekenland, waar hij vanaf 50 in Korinthe verbleef (Handelingen 18:2). De overgrote meerderheid van theologen en historici hanteert daarom tussen 44 en 49 als datum voor het concilie.
Sommige exegeten hanteren echter een datum vóór 44. Zij nemen aan dat Paulus in Galaten het niet heeft over twee bezoeken aan Jeruzalem. Handelingen 11:27-30 noemt een inzameling die werd georganiseerd in verband met een hongersnood in Judea en waarvan de opbrengst door Paulus en Barnabas naar Jeruzalem werd gebracht. Dit bezoek wordt dan gelijkgesteld aan de door Paulus beschreven reis naar het concilie.
Andere exegeten plaatsen het concilie juist in de vroege jaren 50, omdat Paulus een positie in Jeruzalem had die hij alleen opgebouwd kon hebben in de loop van zijn tweede zendingsreis. Deze commentatoren verwerpen Handelingen als historische bron dan ook in zijn geheel.
Sommige exegeten verklaren de verschillen tussen de verslagen door de aanname dat het om twee bijeenkomsten ging: Galaten zou een eerder en Handelingen een later treffen met de vertegenwoordigers van de oergemeente kunnen betreffen. In dat geval zou het in Galaten 2:11-14 beschreven conflict een hernieuwd oplaaien van het vraagstuk aanduiden (na een eerder treffen over dit onderwerp) en samenvallen met het in Handelingen 15:1-6 beschreven conflict, dat werd beslecht met het (latere) concilie. Dit verklaart echter niet waarom Paulus de uitkomst van het concilie beschrijft als definitieve oplossing voor de zending naar de heidenen, terwijl Lucas een compromis beschrijft.
De vroege datering en de hypothese van twee bijeenkomsten worden meestal verworpen, omdat andere bronnen niet berichten over een hoge inflatie in de periode voorafgaande aan de dood van Agrippa, maar wel over een ernstige crisis onder stadhouder Tiberius in 46 en 48. Mogelijk heeft Lucas zich vergist in de volgorde van de gebeurtenissen: de “terugkeer” van Paulus en Barnabas uit Handelingen 12:24 zou dan eigenlijk plaatsvinden na het concilie (vergelijk Handelingen 15:30-35). In dat geval zou het concilie hebben plaatsgevonden in 48.

## Aanleiding
De oergemeente in Jeruzalem bestond volgens Handelingen 2 vanaf het begin uit Joden en tot het Jodendom bekeerde proselieten die Jezus als Messias erkenden. Verschillen in opvatting over de tempeldienst en de Joodse Thora, leidden al snel tot conflicten.
Zo was er een conflict tussen Griekstaligen en Arameessprekenden over hulp aan weduwen, dat werd opgelost door het aanwijzen van zeven wijze mannen (Handelingen 6:1-6). Tot deze zeven behoorde Stefanus, die werd gestenigd vanwege zijn kritiek op de tempel. Hierna werden de overige leden van de oergemeente vervolgd en vluchtten zij uit Jeruzalem. Een belangrijke vervolger was de farizeeër Saulus van Tarsus, later Paulus genoemd (Handelingen 8:1-3).
Na hun verdrijving bekeerden de vroege leden van de oergemeente niet-Joden - de zogenaamde heidenen - tot geloof in Jezus Christus. Hierdoor ontstonden christelijke gemeenschappen in Samaria, Syrië, Cyprus en Klein-Azië. Maar de verdrijving zorgde ook voor een ruimtelijke scheiding van de "judaïsten" (Arameessprekend) en de "hellenisten" (Griekssprekend) in de kerk van Jeruzalem. Hoewel onderling verbonden, hadden zij verschillende theologische opvattingen, vooral over de Joodse rituele wetten.
De christelijke gemeenschap in Jeruzalem beschouwde zichzelf als behorend tot het "echte" of "vernieuwde" volk van God in de eindtijd, gesymboliseerd door het aantal van twaalf apostelen als verwijzing naar de twaalf stammen van Israël. Als zodanig wilden ze deel blijven uitmaken van het jodendom en hielden zij zich aan de Joodse wetten, met inbegrip van de besnijdenis, reinheids- en spijswetten en brachten zij offers in de tempel van Jeruzalem, de ontmoetingsplaats van de vroege christenen. Voor het oerchristendom in Palestina was Jezus van Nazareth niet gekomen om de Thora af te schaffen, maar om ze te vervullen en om mensen aan te moedigen om zich aan de geboden te houden (Matteüs 5:17-20).
Hieruit concludeerde een aantal joodse christenen dat een christen die in Jezus als de Messias van Israël gelooft, besneden moest worden om deel uit te maken van het door God uitverkoren volk en vervulling van de beloften eraan mee te maken. Deze verplichting werd traditioneel gekoppeld aan het voldoen aan alle wetten uit de Thora. Deze visie wordt ook wel judaïsme genoemd en werd door vrijwel alle christenen uit de directe kring rond Jezus gedeeld.
Naast deze groep, die door Paulus werd aangeduid als "ijveraars voor de wet" en die hij met zichzelf voor zijn bekering vergeleek, waren er ook personen die een middenpositie innamen, vertegenwoordigd door Simon Petrus en vooral Jezus' oudste broer Jakobus de Rechtvaardige. Deze laatste werd na Jezus’ dood apostel en verkreeg vervolgens een leidende rol in de vroege kerk. Hij werd zeer hoog geacht vanwege zijn trouw aan de Thora en werd beschouwd als de onbetwiste morele autoriteit, zoals blijkt uit de Brief van Jakobus die aan hem wordt toegeschreven.
Aan de andere kant van het spectrum lijken de hellenistische gemeenschappen de Joodse wet slechts te hebben beschouwd als een morele standaard en hielden zij zich noch aan de tempelcultus noch aan de spijswetten en vonden zij niet dat heidense bekeerlingen besneden hoefden te worden. Dit was waarschijnlijk de reden voor verdere vervolging van christenen door Herodes Agrippa, die het door sadduceeën gedomineerde Sanhedrin gunstig wilde stemmen (Handelingen 12:3). Dit leidde tot een dilemma in de joods-christelijke gemeenschap in Jeruzalem : als ze naast hun christelijke broeders zouden gaan staan, stelden ze zich ook bloot aan vervolging en werden ze beschouwd als verraders van het Jodendom – terwijl zij zichzelf beschouwden als deel van wat zij als hun bakermat beschouwden.
De reizen van verschillende apostelen aan de nieuwe gemeenschappen zetten keer op keer conflicten over het volgen van de Thora op de agenda. Het brandpunt waardoor de verschillen tussen de Judaïstische en Griekssprekende christenen onvermijdelijk aan het licht kwamen, waren de gemeenschappelijke maaltijden. Hier vormden de spijswetten een grote splijtzwam.
Paulus scherpte het conflict bovendien aan: vanaf zijn bekering nam hij een standpunt in dat exact het tegenovergestelde was van zijn eerdere opvattingen als farizeeër. Als de belangrijkste vertegenwoordiger van de hellenistische theologie betoogde hij dat de heidenen werden gezuiverd en geheiligd door het geloof in Jezus Christus en het ontvangen van de Heilige Geest, zonder zich te houden aan de joodse religieuze wet. Een Joodse afkomst of leefwijze was niet noodzakelijk om de kinderen van Abraham te zijn en voor geloof in Jezus Christus als de Messias van God. Alleen geloof in de verrezen Christus was voldoende om deel te nemen aan Israëls verbond met God. Paulus gebruikte farizeïsche methodologie en hellenistische retorica om theologische alternatieven te beschrijven voor het joodse christendom in Palestina waarin traditioneel farizeïsche standpunten werden ingenomen, waardoor besnijdenis en onderwerping aan de wet van Mozes als noodzakelijk werden beschouwd voor integratie van niet-Joden (proselieten) in het verbondsvolk. Zo leidde een praktisch probleem tot een theologisch conflict. Door zijn omvangrijke zendingsactiviteiten vergrootte Paulus het aantal heidenen in de vroege kerk aanzienlijk, waardoor de verhouding qua meerderheid verschoof en een oplossing van het probleem absoluut noodzakelijk werd.
Volgens Handelingen 15:1 was de directe aanleiding voor het concilie een botsing tussen Paulus en Barnabas met mannen "uit Judea," die de besnijdenis vereisten voor de leden van de kerk in Antiochië "omdat ze anders niet konden worden gered." Men neemt aan dat deze identiek zijn aan "de Joodse gelovigen" die Petrus aanspraken op het feit dat hij “onbesnedenen had bezocht en samen met hen had gegeten” (Handelingen 11:2-3) en het standpunt van Jakobus vertegenwoordigden (Galaten 2:12). Hierna stuurde de gemeente Paulus en Barnabas naar Jeruzalem om de apostelen om advies en een beslissing te vragen (Handelingen 15:2-6).

## Verloop en beslissing

### Weergave in Galaten
Paulus greep het concilie niet alleen aan om te komen tot een oplossing voor het praktische probleem van het herstel van de gemeenschappelijke maaltijd van Joodse en niet-Joodse christenen, maar om ook te komen tot een besluit over de betekenis van het Evangelie. Want hoewel hij zijn zending naar de heidenen terugvoerde op zijn individuele ontmoeting met Jezus Christus en naar eigen zeggen lang onafhankelijk van de andere apostelen had gediend, zocht hij nu hun bevestiging, "want ik wilde me ervan overtuigen dat mijn inspanningen, toen en nu, niet voor niets waren" (Galaten 2:3).
Hij beschrijft zichzelf als onafhankelijk spreker in het concilie, zonder een opdracht als afgezant van Antiochië te noemen. Het was zijn “schijnbroeders, die als spionnen waren binnengedrongen” om “slaven van ons [te] maken”, geen moment gelukt hem in het defensief te dwingen. Integendeel, niemand die iets te betekenen had in de oerkerk – Paulus noemt alleen de drie “steunpilaren” Jakobus, Kefas (Petrus) en Johannes – had hem tot iets verplicht: “zelfs Titus, die mij vergezelde, werd niet gedwongen zich te laten besnijden, hoewel hij toch een Griek is.” Integendeel, ze hadden erkend dat zijn verkondiging vergelijkbaar was met die van Petrus en hem er door het reiken van de broederhand van verzekerd dat hij en Barnabas het recht hadden het evangelie te verkondigen onder de heidenen – duidelijk op de manier zoals hij de boodschap begreep. “Onze enige verplichting was dat we de armen ondersteunden, en dat is ook precies waarvoor ik mij heb ingezet.” Hiermee doelde Paulus op de ook in Handelingen 12:14-26 beschreven inzameling voor de gemeente in Jeruzalem (zie boven), waartoe Paulus ook in andere brieven opriep (Romeinen 15:26; 1 Korinthiërs 16:1). Naast een “werkverdeling” tussen Petrus (zending aan de “besnedenen”) en Paulus en Barnabas (zending aan de “heidenen”) noemt Paulus geen officiële of zelfs schriftelijk vastgelegde besluiten van het concilie waar hij zich naar moest voegen (Galaten 2:4-10).

### Weergave in Handelingen
In Handelingen 15:2-10 lijkt Lucas te zeggen dat Paulus slechts een van vele afgezanten was van de zending naar de heidenen die naar Jeruzalem afreisden voor het concilie. Zelfs hun heenreis was al een soort triomftocht, vanwege onvoorwaardelijke populariteit die ze op doorreis door Fenicië en Samaria ontmoetten. Daarom werden ze bij aankomst ontvangen door alle leden, apostelen en de oudsten van de oergemeente. Aan hen vertelden ze over het succes van hun zending; maar “enkele gelovigen die tot de partij van de farizeeën behoorden, gaven echter te verstaan dat ook de niet-Joodse gelovigen dienden te worden besneden en opdracht moesten krijgen zich aan de wet van Mozes te houden” – en bevestigden daarmee het standpunt waardoor het conflict in Antiochië was ontstaan.
Hierover spraken de apostelen en de oudsten vervolgens – schijnbaar zonder de rest van de gemeente. Na een “hevige woordenstrijd” stond Petrus op en herinnerde de toehoorders aan zijn eigen zending tot de heidenen. God gaf de heidenen, net als de Joden, de Heilige Geest, "want hij heeft hen door het geloof innerlijk gereinigd." De naleving van de Thora is een juk, "dat onze voorouders noch wijzelf konden dragen."
Vervolgens hield Jakobus een pleidooi van gelijke strekking voor de zending naar de heidenen. Volgens Lucas herinnerde hij aan de oudtestamentische belofte van de herbouw van de tempel (een aanwijzing dat deze tekst na 70 werd geschreven) en dat van heidense christenen alleen geëist kon worden “dat ze zich dienen te onthouden van wat door de afgodendienst bezoedeld is, van ontucht, van vlees waar nog bloed in zit en van het bloed zelf”, een minimum dat overeenkomt met de traditionele reinheidswetten van het jodendom.
Er is verschil van mening over of hij nu meer de wetten van Noach (Genesis 9:4-7) voor ogen had of de wet voor buitenlanders in het land van Israël (Leviticus 17:10; 18:26). In ieder geval moest de gemeenschappelijke maaltijd eenvoudig mogelijk zijn zonder fundamenteel antwoord op het theologische conflict: de heidense christenen moesten zich aan die rituele geboden houden, die het de farizeïsche joodse christenen mogelijk maakte, ze in elk geval als “gasten” aan tafel te tolereren.
Na deze toespraken legde de verzamelde gemeenschap de beslissing schriftelijk vast dat de zending naar de heidenen kon worden voortgezet in de zin zoals Jakobus deze had verwoord. Vervolgens stuurden zij Paulus en Barnabas samen met vertegenwoordigers van de oergemeente met deze opdracht terug naar Antiochië (Handelingen 15:22-29).

## Historische beoordeling
De weergave van Paulus wordt beschouwd als authentiek, want hij was een ooggetuige van de gebeurtenissen en deed vrijwel direct erna verslag. Maar omdat hij partij was in het conflict, is het mogelijk dat hij het verloop en de uitkomst van het concilie eenzijdig weergaf.
Het verslag van Lucas wordt echter beschouwd als een latere en geïdealiseerde reconstructie, die niet voldoet aan huidige historiografische normen. Lucas doet alsof hij een letterlijke weergave doet van de toespraken van Petrus en Jakobus, maar schreef deze zelf. Hij citeert hierbij uit de Griekse vertaling van de Tenach, de Septuagint, die de Galileïsche volgelingen van Jezus vrijwel zeker niet kenden. De toespraak van Jakobus citeert eruit en is gegoten in een Hellenistische retorische en literaire stijl. Ondanks dat kunnen deze woorden een goede weerspiegeling vormen van de standpunten die op dat moment werden ingenomen.
De twee versies weerspiegelen een andere interpretatie van het compromis dat de partijen (op papier of met een handdruk) sloten: voor Paulus stond de principiële erkenning van heidense christenen door Jeruzalem centraal, de beperkingen vatte hij op als "aandacht voor de zwakke in het geloof" zonder wezenlijke theologische betekenis. Lucas benadrukte juist het compromis waarbij bepaalde minimumeisen voor de heidenen werden gehandhaafd, om met de geldigheid van de rituele wetten voor christenen continuïteit met het jodendom te behouden. Het acute probleem rondom de gemeenschappelijke maaltijd was hiermee opgelost, het fundamentele theologische probleem niet, dus latere conflicten waren onvermijdelijk.
De hypothese waarbij Paulus en Lucas over verschillende bijeenkomsten schrijven, werd serieus genomen door enkele exegeten die beide verslagen voor historisch juist hielden en de onderlinge tegenstrijdigheden daarmee verklaarden. Modern wetenschappelijk onderzoek bouwt niet verder op die hypothese, want er zijn meer overeenkomsten dan verschillen tussen de verslagen en het verklaart niet waarom Lucas en Paulus niets melden over de bijeenkomst die de ander beschrijft.

## Na het concilie
Dat het conflict niet fundamenteel was opgelost, laat Paulus al merken in zijn verslag van het incident in Antiochië kort na het concilie (Galaten 2:11-14): hij beschrijft hoe Petrus afziet van zijn eerdere gewoonte om te eten met de heidenen “uit angst voor de voorstanders van de besnijdenis”. Andere joodse christenen rond Paulus, en uiteindelijk zelfs ook Barnabas, werden beïnvloed door het voorbeeld van Petrus. Uiteindelijk leidde het compromis, dat bedoeld was om de band tussen de Joden en niet-Joden te versterken, dus juist tot verwijdering tussen de twee groepen.
Paulus benadrukte dat hij dit niet had getolereerd, maar Petrus in het openbaar had toegesproken: “Jij bent een Jood, maar je leeft als een heiden en houdt je niet aan de Joodse gebruiken” [door met heidenen om te gaan]; “hoe kun je dan opeens heidenen dwingen als Joden te leven?” [door het opleggen van de spijswetten].
In 1 Korintiërs bestreed Paulus de spijswetten van het concilie nadrukkelijk (1 Korintiërs 8:7-13; 10:19-29). Maar in zijn latere brief aan de Romeinen (hoofdstuk 14) adviseert hij de heiden-christenen – hier de "sterken" in het geloof, die de ongeschiktheid van de religieuze voorschriften voor redding kennen – omwille van de liefde en de eenheid rekening te houden met de "zwakke" Joodse christenen en hun spijswetten (vers 20): "Breek het werk van God niet af omwille van wat u eet."
Het toont allereerst aan dat de niet-Joodse zending de Joodse zending niet verving, maar dat er gemengde gemeenschappen ontstonden, zodat de gezamenlijke maaltijden van Joodse en niet-Joodse christenen voor problemen bleven zorgen. Aan de andere kant waren sommige Joodse christenen ook ver weg van Jeruzalem niet bereid hun Mozaïsche traditie op te geven en als christen "heidens" te leven. Het is zelfs niet uit te sluiten dat er heidense christenen waren die de "Joods-Christelijke" theologie vertegenwoordigden en uiteindelijk volledig zouden kiezen voor het Joodse christendom.
Daarnaast had Paulus zelfs in de gemeenschappen die hij zelf stichtte zeker niet de enige theologische autoriteit, maar moest hij deze keer op keer opnieuw bevechten. De “werkverdeling” in het zendingswerk betekende dus niet dat buiten Palestina alleen zijn positie telde. Joods-christelijke tradities bleven tot de 4e eeuw bestaan, niet alleen in Syrië, Egypte en Klein-Azië, maar ook in het Westen, niet het minst in de strijd met het Arianisme.
Ook meningsverschillen rondom de besnijdenis bleven opduiken na het concilie. Hoewel in Handelingen wordt vermeld dat Paulus Timoteüs liet besnijden "ter wille van de Joden in Lystra en Ikonium" (Handelingen 16:1-3), was de reactie van Paulus op het aandringen op het besnijden van niet-Joodse christenen uitermate heftig. In een emotionele passage in de Brief aan de Galaten stelde hij: "Luister naar wat ik, Paulus, tegen u zeg: als u zich laat besnijden, zal Christus u niets baten." Direct erna trok hij deze stelling terug: "In Christus Jezus is het volkomen onbelangrijk of men wel of niet besneden is." Maar zijn emotie liep zo hoog op dat dit leidde tot de beruchtste passage in zijn brieven: "Ze moesten zich laten castreren, die onruststokers!" (Galaten 5:1-12). Ook sprak Paulus zijn vermoeden uit dat de reden waarom er zo werd aangedrongen op de besnijdenis niets te maken had met het volgen van de Mozaïsche Wet, maar een heel andere achtergrond had: "Degenen die er zo op aandringen dat u zich laat besnijden, willen alleen een goede indruk maken en voorkomen dat ze worden vervolgd omwille van het kruis van Christus. Ze zijn voor de besnijdenis maar leven zelf niet volgens de wet; ze willen dat u zich laat besnijden om zich daarop te kunnen laten voorstaan" (Galaten 6:12-13).
Ook bij Paulus' laatste bezoek aan Jeruzalem dook het thema weer op. Nadat hij door Jakobus en de oudsten was ontvangen en hen had bericht over de successen van zijn zending, werd Paulus gezegd: "Je hebt kunnen zien, broeder, dat ook vele duizenden Joden het geloof hebben aanvaard, en allen leven vol overtuiging volgens de wet. Nu is hun verteld dat jij de Joden die onder de heidenen wonen aanspoort tot ontrouw aan Mozes; je zou beweren dat ze hun kinderen niet hoeven te besnijden en dat ze zich niet aan de voorschriften hoeven te houden. Hoe weerleggen we dit? Ze zullen ongetwijfeld horen van je komst. ... Wat betreft de heidenen die het geloof hebben aanvaard, hen hebben we schriftelijk op de hoogte gesteld van onze beslissing dat ze zich in acht moeten nemen voor vlees dat bij de afgodendienst is gebruikt, voor bloed, voor vlees waar nog bloed in zit, en voor ontucht." Als compromis bezocht Paulus hierna de tempel en liet hij zich ceremonieel reinigen (Handelingen 21:15-26).
Over het geheel genomen echter, werd Paulus’ interpretatie dominant in het christendom. De door Lucas geformuleerde richtlijnen worden nu alleen nog gevolgd door marginale bewegingen binnen het christendom, zoals de Jehova's getuigen of gemeenschappen van Messiasbelijdende Joden.

## Theologische betekenis
Het concilie van Jeruzalem heeft op vele manieren baanbrekende theologische betekenis voor de verdere geschiedenis van de Kerk.
1. Ecclesiologisch: de gemeenten van het vroege christendom beschouwden zich uiterlijk met ingang van deze datum als een "uitverkoren" gemeenschap (ecclesia) van Joden en heidenen. Het verbindende aspect was niet langer meer het deel uitmaken van het Joodse volk en het volgen van de Joodse wetten - die op dat moment de functie van identificerende kenmerken hadden - maar het geloof in Jezus Christus, de doop en het deelhebben aan de Heilige Geest. Het christendom was nu in feite een religie naast het jodendom, zelfs als het scheidingsproces tussen de twee niet kan worden teruggebracht tot dit ene punt.
2. Kerkgeschiedenis: ook al wordt in de hedendaagse exegese liever gesproken over een “Bijeenkomst”, dan kan het nog worden beschouwd als een eerste poging tot een "Concilie", want een voor iedereen belangrijk intern geschil werd opgelost door een gemeenschappelijke dialoog en niet beslist door een centrale autoriteit. Dit concilieprincipe heeft in vrijwel alle christelijke kerken standgehouden,[1] zelfs na de vorming van de centrale instanties (zoals het pausdom) en wordt tot op de dag van vandaag nog steeds gehanteerd.
3. Hermeneutisch: door het concilie van Jeruzalem werd de betekenis van de Thora als geschrift van het jodendom, Jezus en de vroege kerk gerelativeerd. Op dat moment was dat het enige heilige boek waarop men zich kon beroepen. Hoewel eraan werd vastgehouden, werd ze ondergeschikt geacht aan het werk van de Heilige Geest. Wat deze tot rein verklaarde, mocht niet met een beroep op de Schrift onrein worden verklaard (Handelingen 10). Dit geschil over het principe van de Schrift verdeelt de Kerk tot op de dag van vandaag en vormt een fundamenteel verschil met de andere religies van het boek – de islam en het jodendom – waarin de letter zelf heilig is en geen middel tot (heiligend) geloof.
4. Dogmatisch: Niet op de laatste plaats werd de Kerk door het compromis gedwongen te verklaren wat mensen nu werkelijk rechtvaardig, heilig en zuiver maakt. De relatie tussen geloof en werken, die uiteindelijk leidde tot de Reformatie, werd hier al als een probleem herkenbaar – zij het met een heel andere betekenis.